# متیل‌لیزوسیترات لیاز
متیل‌لیزوسیترات لیاز (به انگلیسی: Methylisocitrate lyase) یک آنزیم است که واکنش شیمیایی زیر را کاتالیز می‌کند:
(۲اس، ۳آر)-۳-هیدروکسی‌بوتان-۱٬۲٬۳-تری‌کربوکسیلات {\displaystyle \rightleftharpoons } پیرووات + سوکسینات
همان‌طور که از واکنش بالا مشخص است، این آنزیم ۱ سوبسترا و ۲ محصول (پیرووات و سوکسینات) دارد.
این آنزیم که در سال ۱۹۷۶ میلادی کشف شد، عضوی از خانوادهٔ لیازها (به‌طور دقیق‌تر: اُکسو-اسید-لیازها) است که پیوندهای میان کربن-کربن را می‌شکند.
متیل‌لیزوسیترات لیاز در چرخهٔ متیل‌سیترات کاربرد دارد که یک شکل تعدیل‌شدهٔ چرخهٔ کربس است که به‌جای استیل-کوآ، کوآنزیم آ را متابولیزه می‌کند. این آنزیم نقش تنظیم‌کننده در چرخهٔ یادشده دارد و نیکوتین‌آمید آدنین دی‌نوکلئوتید آنرا فعال کرده؛ اما نیکوتین‌آمید آدنین دی‌نوکلئوتید و نیکوتین‌آمید آدنین دی‌نوکلئوتید فسفات آنرا مهار می‌کنند.